# Moldavia (fiume)
Il Moldavia (Moldova in lingua rumena) è un fiume che scorre in Romania.

## Percorso
Nasce nei Carpazi orientali, presso il villaggio Juseji, nel distretto di Suceava. Scorre prendendo una notevole quantità di acque (circa 60 m³/s); presso Fălticeni viene sbarrata da una diga che rilascia al fiume una portata molto modesta se confrontata con i 60 m³/s di prima: 2,6 m³/s.
Presso Pașcani, riceve l'importante contributo del fiume Britista Orientale (22 m³/s) e si riversa nel fiume Siret (nel distretto di Neamț) vicino alla città di Roman.

## Portata
Il regime idrologico del Moldavia risente delle precipitazioni tant'è che presso la confluenza con il Siret ha una portata maggiore di quest'ultimo.
Tuttavia, in caso di estati particolarmente siccitose può toccare valori addirittura nulli (0 m³/s) presso la confluenza del Siret.